# پرواز در نهایت
پرواز در نهایت فیلمی به کارگردانی و نویسندگی محمدمهدی عسگرپور محصول سال ۱۳۶۹ است.

## خلاصه داستان
محمد در خط مقدم جبهه زخمی و به تهران منتقل می‌شود. او و خانواده‌اش از سرنوشت مهدی، فرزند کوچک‌تر خانواده که در لحظه زخمی شدن محمد در محاصره دشمن قرار گرفته بوده، بی اطلاع هستند. محمد پس از بهبودی به جبهه بازمی‌گردد تا برادرش را پیدا کند. او این بار با ماجراهای تازه ای روبرو می‌شود.

## بازیگران
- غلامرضا علی اکبری
- سیدحسین سجادپور
- محسن زنگنه
- لطفعلی سیدکوثری
- اردشیر طلوعی
- سیدعلی موسوی
- علی اصولی زاده
- سیدعلی حسینی
- داوود رسولیان
- حبیب‌الله کاسه‌ساز
- ملیحه ابراهیمی شعربافان
- فرحناز منافی ظاهر
- مجید رمضانی
- مجتبی رمضانی
- محمدرضا آهنج
- علیرضا نورعلیان
- علی ابری
- ناصر محمدزاده
- محمد سوسن آبادی